# Famille Audran
Pour les articles homonymes, voir Audran.

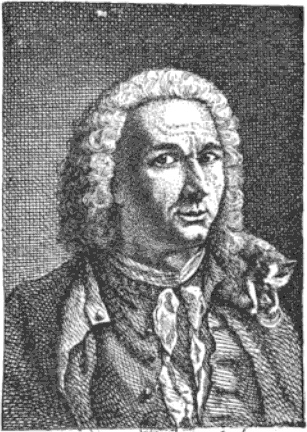
Benoît Audran le Jeune (1698-1772), l'un des nombreux artistes graveurs de la famille Audran.

La famille Audran est une célèbre famille d'artistes français, peintres et graveurs, qui s'étend du XVe au XIXe siècle.

## Généalogie d'artistes portant le nom d'Audran
Les cases de couleur foncée indiquent le statut d'artiste peintre, sculpteur, graveur ou dessinateur ; celles de couleur claire, indiquent les épouses et autres non définis comme artiste.

## Introduction
Cet arbre généalogique de la famille Audran, est issu principalement du résultat des recherches effectuées par l'historien et archiviste français, Georges Duplessis. Il prend sa source au tout début du XVIe siècle avec Adam Audran, l'ancêtre de cette famille. Faute d'éléments de poursuite, il semble se terminer au XIXe siècle avec Prosper Gabriel Audran.
Il est utile d'ajouter que cette famille se fait connaître tout d'abord par les hautes fonctions des deux premiers éléments, le premier comme maître paumier à Paris, suivi par son fils Louis Audran qui remplit les fonctions de louvetier d'Henri IV. Rien ne laisse présager que ce dernier puisse engendrer une descendance d'artistes graveurs en particulier, mais aussi de peintres et de dessinateurs
Le mérite en revient à Charles Audran, qui est le premier à embrasser la gravure, sans aucune certitude qu'il soit l'aîné ou le cadet de son frère Claude I, élève de son frère. C'est par ce dernier que la descendance se perpétue, Charles restant célibataire sans enfant.

## Arbre Généalogique de la famille Audran
|  |  |  |  |  |  |  |  |  |  |  |  |  |  |  |  |  |  |  |  |  |  |  |  |  |  |  |  |  |  |  |  |  |  |  |  |  |  | Adam Audran - né vers 1520 Maître paumier à Paris Ancêtre de la famille Audran        |  |  |  |
|  |  |  |  |  |  |  |  |  |  |  |  |  |  |  |  |  |  |  |  |  |  |  |  |  |  |  |  |  |  |  |  |  |  |  |  |  |  |                                                                                       |  |  |  |
|  |  |  |  |  |  |  |  |  |  |  |  |  |  |  |  |  |  |  |  |  |  |  |  |  |  |  |  |  |  |  |  |  |  |  |  |  |  | Louis Audran - né vers 1568 Louvetier d'Henri IV Mort au siège de la Rochelle en 1628 |  |  |  |

|  |  |  |  |  |  |                                                                            |                                                                            |                                                                            |                                                                            |                                                                            |                                                                            |  |  |                                                                        |                                                                        |                                                                        |                                                                        |                                                                        |                                                                        |  |  |                                                            |                                                            |                                                            |                                                            |                                                            |                                                            |  |  |                                                            |                                                            |                                                            |                                                            |                                                            |                                                            |  |  |                                                     |                                                     |                                                     |                                                     |                                                     |                                                     |  |  |                                                               |                                                               |                                                               |                                                               |                                                               |                                                               |  |  |                                                       |                                                       |                                                       |                                                       |                                                       |                                                       |  |  |                                                                        |                                                                        |                                                                        |                                                                        |                                                                        |                                                                        |  |  |                                                              |                                                              |                                                              |                                                              |                                                              |                                                              |  |  |                                                             |                                                             |                                                             |                                                             |                                                             |                                                             |  |  |                                      |                                      |                                      |                                      |                                      |                                      |  |  |                                                       |                                                       |                                                       |                                                       |                                                       |                                                       |  |  |                                                     |                                                     |                                                     |                                                     |                                                     |                                                     |
|  |  |  |  |  |  |                                                                            |                                                                            |                                                                            |                                                                            |                                                                            |                                                                            |  |  |                                                                        |                                                                        |                                                                        |                                                                        |                                                                        |                                                                        |  |  |                                                            |                                                            |                                                            |                                                            |                                                            |                                                            |  |  |                                                            |                                                            |                                                            |                                                            |                                                            |                                                            |  |  |                                                     |                                                     |                                                     |                                                     |                                                     |                                                     |  |  |                                                               |                                                               |                                                               |                                                               |                                                               |                                                               |  |  |                                                       |                                                       |                                                       |                                                       |                                                       |                                                       |  |  |                                                                        |                                                                        |                                                                        |                                                                        |                                                                        |                                                                        |  |  |                                                              |                                                              |                                                              |                                                              |                                                              |                                                              |  |  |                                                             |                                                             |                                                             |                                                             |                                                             |                                                             |  |  |                                      |                                      |                                      |                                      |                                      |                                      |  |  |                                                       |                                                       |                                                       |                                                       |                                                       |                                                       |  |  |                                                     |                                                     |                                                     |                                                     |                                                     |                                                     |
|  |  |  |  |  |  |                                                                            |                                                                            |                                                                            |                                                                            |                                                                            |                                                                            |  |  |                                                                        |                                                                        |                                                                        |                                                                        |                                                                        |                                                                        |  |  |                                                            |                                                            |                                                            |                                                            |                                                            |                                                            |  |  | Charles Audran 1594-1674 Graveur dessinateur pas d'enfants | Charles Audran 1594-1674 Graveur dessinateur pas d'enfants | Charles Audran 1594-1674 Graveur dessinateur pas d'enfants | Charles Audran 1594-1674 Graveur dessinateur pas d'enfants | Charles Audran 1594-1674 Graveur dessinateur pas d'enfants | Charles Audran 1594-1674 Graveur dessinateur pas d'enfants |  |  |                                                     |                                                     |                                                     |                                                     |                                                     |                                                     |  |  |                                                               |                                                               |                                                               |                                                               |                                                               |                                                               |  |  | Claude I Audran 1592 ou 1597-1677 Graveur Trois fils  | Claude I Audran 1592 ou 1597-1677 Graveur Trois fils  | Claude I Audran 1592 ou 1597-1677 Graveur Trois fils  | Claude I Audran 1592 ou 1597-1677 Graveur Trois fils  | Claude I Audran 1592 ou 1597-1677 Graveur Trois fils  | Claude I Audran 1592 ou 1597-1677 Graveur Trois fils  |  |  |                                                                        |                                                                        |                                                                        |                                                                        |                                                                        |                                                                        |  |  |                                                              |                                                              |                                                              |                                                              |                                                              |                                                              |  |  |                                                             |                                                             |                                                             |                                                             |                                                             |                                                             |  |  |                                      |                                      |                                      |                                      |                                      |                                      |  |  |                                                       |                                                       |                                                       |                                                       |                                                       |                                                       |  |  |                                                     |                                                     |                                                     |                                                     |                                                     |                                                     |
|  |  |  |  |  |  |                                                                            |                                                                            |                                                                            |                                                                            |                                                                            |                                                                            |  |  |                                                                        |                                                                        |                                                                        |                                                                        |                                                                        |                                                                        |  |  |                                                            |                                                            |                                                            |                                                            |                                                            |                                                            |  |  | Charles Audran 1594-1674 Graveur dessinateur pas d'enfants | Charles Audran 1594-1674 Graveur dessinateur pas d'enfants | Charles Audran 1594-1674 Graveur dessinateur pas d'enfants | Charles Audran 1594-1674 Graveur dessinateur pas d'enfants | Charles Audran 1594-1674 Graveur dessinateur pas d'enfants | Charles Audran 1594-1674 Graveur dessinateur pas d'enfants |  |  |                                                     |                                                     |                                                     |                                                     |                                                     |                                                     |  |  |                                                               |                                                               |                                                               |                                                               |                                                               |                                                               |  |  | Claude I Audran 1592 ou 1597-1677 Graveur Trois fils  | Claude I Audran 1592 ou 1597-1677 Graveur Trois fils  | Claude I Audran 1592 ou 1597-1677 Graveur Trois fils  | Claude I Audran 1592 ou 1597-1677 Graveur Trois fils  | Claude I Audran 1592 ou 1597-1677 Graveur Trois fils  | Claude I Audran 1592 ou 1597-1677 Graveur Trois fils  |  |  |                                                                        |                                                                        |                                                                        |                                                                        |                                                                        |                                                                        |  |  |                                                              |                                                              |                                                              |                                                              |                                                              |                                                              |  |  |                                                             |                                                             |                                                             |                                                             |                                                             |                                                             |  |  |                                      |                                      |                                      |                                      |                                      |                                      |  |  |                                                       |                                                       |                                                       |                                                       |                                                       |                                                       |  |  |                                                     |                                                     |                                                     |                                                     |                                                     |                                                     |
|  |  |  |  |  |  |                                                                            |                                                                            |                                                                            |                                                                            |                                                                            |                                                                            |  |  |                                                                        |                                                                        |                                                                        |                                                                        |                                                                        |                                                                        |  |  |                                                            |                                                            |                                                            |                                                            |                                                            |                                                            |  |  |                                                            |                                                            |                                                            |                                                            |                                                            |                                                            |  |  |                                                     |                                                     |                                                     |                                                     |                                                     |                                                     |  |  |                                                               |                                                               |                                                               |                                                               |                                                               |                                                               |  |  |                                                       |                                                       |                                                       |                                                       |                                                       |                                                       |  |  |                                                                        |                                                                        |                                                                        |                                                                        |                                                                        |                                                                        |  |  |                                                              |                                                              |                                                              |                                                              |                                                              |                                                              |  |  |                                                             |                                                             |                                                             |                                                             |                                                             |                                                             |  |  |                                      |                                      |                                      |                                      |                                      |                                      |  |  |                                                       |                                                       |                                                       |                                                       |                                                       |                                                       |  |  |                                                     |                                                     |                                                     |                                                     |                                                     |                                                     |
|  |  |  |  |  |  |                                                                            |                                                                            |                                                                            |                                                                            |                                                                            |                                                                            |  |  |                                                                        |                                                                        |                                                                        |                                                                        |                                                                        |                                                                        |  |  |                                                            |                                                            |                                                            |                                                            |                                                            |                                                            |  |  | Germain Audran 1631-1710 Graveur Six fils                  | Germain Audran 1631-1710 Graveur Six fils                  | Germain Audran 1631-1710 Graveur Six fils                  | Germain Audran 1631-1710 Graveur Six fils                  | Germain Audran 1631-1710 Graveur Six fils                  | Germain Audran 1631-1710 Graveur Six fils                  |  |  | Jeanne Cizeron Épouse Six enfants                   | Jeanne Cizeron Épouse Six enfants                   | Jeanne Cizeron Épouse Six enfants                   | Jeanne Cizeron Épouse Six enfants                   | Jeanne Cizeron Épouse Six enfants                   | Jeanne Cizeron Épouse Six enfants                   |  |  | Claude II Audran 1639-1684 Peintre Célibataire pas d'enfant   | Claude II Audran 1639-1684 Peintre Célibataire pas d'enfant   | Claude II Audran 1639-1684 Peintre Célibataire pas d'enfant   | Claude II Audran 1639-1684 Peintre Célibataire pas d'enfant   | Claude II Audran 1639-1684 Peintre Célibataire pas d'enfant   | Claude II Audran 1639-1684 Peintre Célibataire pas d'enfant   |  |  | Gérard Audran 1640-1703 Graveur quatre enfants        | Gérard Audran 1640-1703 Graveur quatre enfants        | Gérard Audran 1640-1703 Graveur quatre enfants        | Gérard Audran 1640-1703 Graveur quatre enfants        | Gérard Audran 1640-1703 Graveur quatre enfants        | Gérard Audran 1640-1703 Graveur quatre enfants        |  |  | Hélène Licherie Épouse (?)-1718 quatre enfants                         | Hélène Licherie Épouse (?)-1718 quatre enfants                         | Hélène Licherie Épouse (?)-1718 quatre enfants                         | Hélène Licherie Épouse (?)-1718 quatre enfants                         | Hélène Licherie Épouse (?)-1718 quatre enfants                         | Hélène Licherie Épouse (?)-1718 quatre enfants                         |  |  |                                                              |                                                              |                                                              |                                                              |                                                              |                                                              |  |  |                                                             |                                                             |                                                             |                                                             |                                                             |                                                             |  |  |                                      |                                      |                                      |                                      |                                      |                                      |  |  |                                                       |                                                       |                                                       |                                                       |                                                       |                                                       |  |  |                                                     |                                                     |                                                     |                                                     |                                                     |                                                     |
|  |  |  |  |  |  |                                                                            |                                                                            |                                                                            |                                                                            |                                                                            |                                                                            |  |  |                                                                        |                                                                        |                                                                        |                                                                        |                                                                        |                                                                        |  |  |                                                            |                                                            |                                                            |                                                            |                                                            |                                                            |  |  | Germain Audran 1631-1710 Graveur Six fils                  | Germain Audran 1631-1710 Graveur Six fils                  | Germain Audran 1631-1710 Graveur Six fils                  | Germain Audran 1631-1710 Graveur Six fils                  | Germain Audran 1631-1710 Graveur Six fils                  | Germain Audran 1631-1710 Graveur Six fils                  |  |  | Jeanne Cizeron Épouse Six enfants                   | Jeanne Cizeron Épouse Six enfants                   | Jeanne Cizeron Épouse Six enfants                   | Jeanne Cizeron Épouse Six enfants                   | Jeanne Cizeron Épouse Six enfants                   | Jeanne Cizeron Épouse Six enfants                   |  |  | Claude II Audran 1639-1684 Peintre Célibataire pas d'enfant   | Claude II Audran 1639-1684 Peintre Célibataire pas d'enfant   | Claude II Audran 1639-1684 Peintre Célibataire pas d'enfant   | Claude II Audran 1639-1684 Peintre Célibataire pas d'enfant   | Claude II Audran 1639-1684 Peintre Célibataire pas d'enfant   | Claude II Audran 1639-1684 Peintre Célibataire pas d'enfant   |  |  | Gérard Audran 1640-1703 Graveur quatre enfants        | Gérard Audran 1640-1703 Graveur quatre enfants        | Gérard Audran 1640-1703 Graveur quatre enfants        | Gérard Audran 1640-1703 Graveur quatre enfants        | Gérard Audran 1640-1703 Graveur quatre enfants        | Gérard Audran 1640-1703 Graveur quatre enfants        |  |  | Hélène Licherie Épouse (?)-1718 quatre enfants                         | Hélène Licherie Épouse (?)-1718 quatre enfants                         | Hélène Licherie Épouse (?)-1718 quatre enfants                         | Hélène Licherie Épouse (?)-1718 quatre enfants                         | Hélène Licherie Épouse (?)-1718 quatre enfants                         | Hélène Licherie Épouse (?)-1718 quatre enfants                         |  |  |                                                              |                                                              |                                                              |                                                              |                                                              |                                                              |  |  |                                                             |                                                             |                                                             |                                                             |                                                             |                                                             |  |  |                                      |                                      |                                      |                                      |                                      |                                      |  |  |                                                       |                                                       |                                                       |                                                       |                                                       |                                                       |  |  |                                                     |                                                     |                                                     |                                                     |                                                     |                                                     |
|  |  |  |  |  |  |                                                                            |                                                                            |                                                                            |                                                                            |                                                                            |                                                                            |  |  |                                                                        |                                                                        |                                                                        |                                                                        |                                                                        |                                                                        |  |  |                                                            |                                                            |                                                            |                                                            |                                                            |                                                            |  |  |                                                            |                                                            |                                                            |                                                            |                                                            |                                                            |  |  |                                                     |                                                     |                                                     |                                                     |                                                     |                                                     |  |  |                                                               |                                                               |                                                               |                                                               |                                                               |                                                               |  |  |                                                       |                                                       |                                                       |                                                       |                                                       |                                                       |  |  |                                                                        |                                                                        |                                                                        |                                                                        |                                                                        |                                                                        |  |  |                                                              |                                                              |                                                              |                                                              |                                                              |                                                              |  |  |                                                             |                                                             |                                                             |                                                             |                                                             |                                                             |  |  |                                      |                                      |                                      |                                      |                                      |                                      |  |  |                                                       |                                                       |                                                       |                                                       |                                                       |                                                       |  |  |                                                     |                                                     |                                                     |                                                     |                                                     |                                                     |
|  |  |  |  |  |  |                                                                            |                                                                            |                                                                            |                                                                            |                                                                            |                                                                            |  |  |                                                                        |                                                                        |                                                                        |                                                                        |                                                                        |                                                                        |  |  |                                                            |                                                            |                                                            |                                                            |                                                            |                                                            |  |  |                                                            |                                                            |                                                            |                                                            |                                                            |                                                            |  |  |                                                     |                                                     |                                                     |                                                     |                                                     |                                                     |  |  |                                                               |                                                               |                                                               |                                                               |                                                               |                                                               |  |  |                                                       |                                                       |                                                       |                                                       |                                                       |                                                       |  |  |                                                                        |                                                                        |                                                                        |                                                                        |                                                                        |                                                                        |  |  |                                                              |                                                              |                                                              |                                                              |                                                              |                                                              |  |  |                                                             |                                                             |                                                             |                                                             |                                                             |                                                             |  |  |                                      |                                      |                                      |                                      |                                      |                                      |  |  |                                                       |                                                       |                                                       |                                                       |                                                       |                                                       |  |  |                                                     |                                                     |                                                     |                                                     |                                                     |                                                     |
|  |  |  |  |  |  | Claude III Audran 1658-1734 Peintre de grotesques Célibataire pas d'enfant | Claude III Audran 1658-1734 Peintre de grotesques Célibataire pas d'enfant | Claude III Audran 1658-1734 Peintre de grotesques Célibataire pas d'enfant | Claude III Audran 1658-1734 Peintre de grotesques Célibataire pas d'enfant | Claude III Audran 1658-1734 Peintre de grotesques Célibataire pas d'enfant | Claude III Audran 1658-1734 Peintre de grotesques Célibataire pas d'enfant |  |  | Gabriel Audran 1660-1740 Peintre et sculpteur Célibataire pas d'enfant | Gabriel Audran 1660-1740 Peintre et sculpteur Célibataire pas d'enfant | Gabriel Audran 1660-1740 Peintre et sculpteur Célibataire pas d'enfant | Gabriel Audran 1660-1740 Peintre et sculpteur Célibataire pas d'enfant | Gabriel Audran 1660-1740 Peintre et sculpteur Célibataire pas d'enfant | Gabriel Audran 1660-1740 Peintre et sculpteur Célibataire pas d'enfant |  |  | Benoit I Audran 1661-1721 Graveur Célibataire pas d'enfant | Benoit I Audran 1661-1721 Graveur Célibataire pas d'enfant | Benoit I Audran 1661-1721 Graveur Célibataire pas d'enfant | Benoit I Audran 1661-1721 Graveur Célibataire pas d'enfant | Benoit I Audran 1661-1721 Graveur Célibataire pas d'enfant | Benoit I Audran 1661-1721 Graveur Célibataire pas d'enfant |  |  | Jean Audran 1667-1756 Graveur onze enfants                 | Jean Audran 1667-1756 Graveur onze enfants                 | Jean Audran 1667-1756 Graveur onze enfants                 | Jean Audran 1667-1756 Graveur onze enfants                 | Jean Audran 1667-1756 Graveur onze enfants                 | Jean Audran 1667-1756 Graveur onze enfants                 |  |  | Marie Marguerite Dossier morte en couche-1714       | Marie Marguerite Dossier morte en couche-1714       | Marie Marguerite Dossier morte en couche-1714       | Marie Marguerite Dossier morte en couche-1714       | Marie Marguerite Dossier morte en couche-1714       | Marie Marguerite Dossier morte en couche-1714       |  |  | Louis Audran 1670-1712 Graveur Célibataire pas d'enfant       | Louis Audran 1670-1712 Graveur Célibataire pas d'enfant       | Louis Audran 1670-1712 Graveur Célibataire pas d'enfant       | Louis Audran 1670-1712 Graveur Célibataire pas d'enfant       | Louis Audran 1670-1712 Graveur Célibataire pas d'enfant       | Louis Audran 1670-1712 Graveur Célibataire pas d'enfant       |  |  | Antoine Audran 1673-1723 Graveur                      | Antoine Audran 1673-1723 Graveur                      | Antoine Audran 1673-1723 Graveur                      | Antoine Audran 1673-1723 Graveur                      | Antoine Audran 1673-1723 Graveur                      | Antoine Audran 1673-1723 Graveur                      |  |  | Marie Françoise Audran Fille baptisée le 25/09/1678 morte le 1/07/1688 | Marie Françoise Audran Fille baptisée le 25/09/1678 morte le 1/07/1688 | Marie Françoise Audran Fille baptisée le 25/09/1678 morte le 1/07/1688 | Marie Françoise Audran Fille baptisée le 25/09/1678 morte le 1/07/1688 | Marie Françoise Audran Fille baptisée le 25/09/1678 morte le 1/07/1688 | Marie Françoise Audran Fille baptisée le 25/09/1678 morte le 1/07/1688 |  |  | Hélène Audran Fille née le 16 mars 1680 meurt à sa naissance | Hélène Audran Fille née le 16 mars 1680 meurt à sa naissance | Hélène Audran Fille née le 16 mars 1680 meurt à sa naissance | Hélène Audran Fille née le 16 mars 1680 meurt à sa naissance | Hélène Audran Fille née le 16 mars 1680 meurt à sa naissance | Hélène Audran Fille née le 16 mars 1680 meurt à sa naissance |  |  | Hélène II Audran Fille née le 14/12/1681 meurt le 7/08/1756 | Hélène II Audran Fille née le 14/12/1681 meurt le 7/08/1756 | Hélène II Audran Fille née le 14/12/1681 meurt le 7/08/1756 | Hélène II Audran Fille née le 14/12/1681 meurt le 7/08/1756 | Hélène II Audran Fille née le 14/12/1681 meurt le 7/08/1756 | Hélène II Audran Fille née le 14/12/1681 meurt le 7/08/1756 |  |  | Girard II Audran Baptisé en 1683-(?) | Girard II Audran Baptisé en 1683-(?) | Girard II Audran Baptisé en 1683-(?) | Girard II Audran Baptisé en 1683-(?) | Girard II Audran Baptisé en 1683-(?) | Girard II Audran Baptisé en 1683-(?) |  |  |                                                       |                                                       |                                                       |                                                       |                                                       |                                                       |  |  |                                                     |                                                     |                                                     |                                                     |                                                     |                                                     |
|  |  |  |  |  |  | Claude III Audran 1658-1734 Peintre de grotesques Célibataire pas d'enfant | Claude III Audran 1658-1734 Peintre de grotesques Célibataire pas d'enfant | Claude III Audran 1658-1734 Peintre de grotesques Célibataire pas d'enfant | Claude III Audran 1658-1734 Peintre de grotesques Célibataire pas d'enfant | Claude III Audran 1658-1734 Peintre de grotesques Célibataire pas d'enfant | Claude III Audran 1658-1734 Peintre de grotesques Célibataire pas d'enfant |  |  | Gabriel Audran 1660-1740 Peintre et sculpteur Célibataire pas d'enfant | Gabriel Audran 1660-1740 Peintre et sculpteur Célibataire pas d'enfant | Gabriel Audran 1660-1740 Peintre et sculpteur Célibataire pas d'enfant | Gabriel Audran 1660-1740 Peintre et sculpteur Célibataire pas d'enfant | Gabriel Audran 1660-1740 Peintre et sculpteur Célibataire pas d'enfant | Gabriel Audran 1660-1740 Peintre et sculpteur Célibataire pas d'enfant |  |  | Benoit I Audran 1661-1721 Graveur Célibataire pas d'enfant | Benoit I Audran 1661-1721 Graveur Célibataire pas d'enfant | Benoit I Audran 1661-1721 Graveur Célibataire pas d'enfant | Benoit I Audran 1661-1721 Graveur Célibataire pas d'enfant | Benoit I Audran 1661-1721 Graveur Célibataire pas d'enfant | Benoit I Audran 1661-1721 Graveur Célibataire pas d'enfant |  |  | Jean Audran 1667-1756 Graveur onze enfants                 | Jean Audran 1667-1756 Graveur onze enfants                 | Jean Audran 1667-1756 Graveur onze enfants                 | Jean Audran 1667-1756 Graveur onze enfants                 | Jean Audran 1667-1756 Graveur onze enfants                 | Jean Audran 1667-1756 Graveur onze enfants                 |  |  | Marie Marguerite Dossier morte en couche-1714       | Marie Marguerite Dossier morte en couche-1714       | Marie Marguerite Dossier morte en couche-1714       | Marie Marguerite Dossier morte en couche-1714       | Marie Marguerite Dossier morte en couche-1714       | Marie Marguerite Dossier morte en couche-1714       |  |  | Louis Audran 1670-1712 Graveur Célibataire pas d'enfant       | Louis Audran 1670-1712 Graveur Célibataire pas d'enfant       | Louis Audran 1670-1712 Graveur Célibataire pas d'enfant       | Louis Audran 1670-1712 Graveur Célibataire pas d'enfant       | Louis Audran 1670-1712 Graveur Célibataire pas d'enfant       | Louis Audran 1670-1712 Graveur Célibataire pas d'enfant       |  |  | Antoine Audran 1673-1723 Graveur                      | Antoine Audran 1673-1723 Graveur                      | Antoine Audran 1673-1723 Graveur                      | Antoine Audran 1673-1723 Graveur                      | Antoine Audran 1673-1723 Graveur                      | Antoine Audran 1673-1723 Graveur                      |  |  | Marie Françoise Audran Fille baptisée le 25/09/1678 morte le 1/07/1688 | Marie Françoise Audran Fille baptisée le 25/09/1678 morte le 1/07/1688 | Marie Françoise Audran Fille baptisée le 25/09/1678 morte le 1/07/1688 | Marie Françoise Audran Fille baptisée le 25/09/1678 morte le 1/07/1688 | Marie Françoise Audran Fille baptisée le 25/09/1678 morte le 1/07/1688 | Marie Françoise Audran Fille baptisée le 25/09/1678 morte le 1/07/1688 |  |  | Hélène Audran Fille née le 16 mars 1680 meurt à sa naissance | Hélène Audran Fille née le 16 mars 1680 meurt à sa naissance | Hélène Audran Fille née le 16 mars 1680 meurt à sa naissance | Hélène Audran Fille née le 16 mars 1680 meurt à sa naissance | Hélène Audran Fille née le 16 mars 1680 meurt à sa naissance | Hélène Audran Fille née le 16 mars 1680 meurt à sa naissance |  |  | Hélène II Audran Fille née le 14/12/1681 meurt le 7/08/1756 | Hélène II Audran Fille née le 14/12/1681 meurt le 7/08/1756 | Hélène II Audran Fille née le 14/12/1681 meurt le 7/08/1756 | Hélène II Audran Fille née le 14/12/1681 meurt le 7/08/1756 | Hélène II Audran Fille née le 14/12/1681 meurt le 7/08/1756 | Hélène II Audran Fille née le 14/12/1681 meurt le 7/08/1756 |  |  | Girard II Audran Baptisé en 1683-(?) | Girard II Audran Baptisé en 1683-(?) | Girard II Audran Baptisé en 1683-(?) | Girard II Audran Baptisé en 1683-(?) | Girard II Audran Baptisé en 1683-(?) | Girard II Audran Baptisé en 1683-(?) |  |  |                                                       |                                                       |                                                       |                                                       |                                                       |                                                       |  |  |                                                     |                                                     |                                                     |                                                     |                                                     |                                                     |
|  |  |  |  |  |  |                                                                            |                                                                            |                                                                            |                                                                            |                                                                            |                                                                            |  |  |                                                                        |                                                                        |                                                                        |                                                                        |                                                                        |                                                                        |  |  |                                                            |                                                            |                                                            |                                                            |                                                            |                                                            |  |  |                                                            |                                                            |                                                            |                                                            |                                                            |                                                            |  |  |                                                     |                                                     |                                                     |                                                     |                                                     |                                                     |  |  |                                                               |                                                               |                                                               |                                                               |                                                               |                                                               |  |  |                                                       |                                                       |                                                       |                                                       |                                                       |                                                       |  |  |                                                                        |                                                                        |                                                                        |                                                                        |                                                                        |                                                                        |  |  |                                                              |                                                              |                                                              |                                                              |                                                              |                                                              |  |  |                                                             |                                                             |                                                             |                                                             |                                                             |                                                             |  |  |                                      |                                      |                                      |                                      |                                      |                                      |  |  |                                                       |                                                       |                                                       |                                                       |                                                       |                                                       |  |  |                                                     |                                                     |                                                     |                                                     |                                                     |                                                     |
|  |  |  |  |  |  |                                                                            |                                                                            |                                                                            |                                                                            |                                                                            |                                                                            |  |  |                                                                        |                                                                        |                                                                        |                                                                        |                                                                        |                                                                        |  |  |                                                            |                                                            |                                                            |                                                            |                                                            |                                                            |  |  |                                                            |                                                            |                                                            |                                                            |                                                            |                                                            |  |  |                                                     |                                                     |                                                     |                                                     |                                                     |                                                     |  |  |                                                               |                                                               |                                                               |                                                               |                                                               |                                                               |  |  |                                                       |                                                       |                                                       |                                                       |                                                       |                                                       |  |  |                                                                        |                                                                        |                                                                        |                                                                        |                                                                        |                                                                        |  |  |                                                              |                                                              |                                                              |                                                              |                                                              |                                                              |  |  |                                                             |                                                             |                                                             |                                                             |                                                             |                                                             |  |  |                                      |                                      |                                      |                                      |                                      |                                      |  |  |                                                       |                                                       |                                                       |                                                       |                                                       |                                                       |  |  |                                                     |                                                     |                                                     |                                                     |                                                     |                                                     |
|  |  |  |  |  |  | Jean Claude Audran Baptisé le 28 janvier 1697                              | Jean Claude Audran Baptisé le 28 janvier 1697                              | Jean Claude Audran Baptisé le 28 janvier 1697                              | Jean Claude Audran Baptisé le 28 janvier 1697                              | Jean Claude Audran Baptisé le 28 janvier 1697                              | Jean Claude Audran Baptisé le 28 janvier 1697                              |  |  | Marie Hélène Audran Baptisée le 3 août 1697                            | Marie Hélène Audran Baptisée le 3 août 1697                            | Marie Hélène Audran Baptisée le 3 août 1697                            | Marie Hélène Audran Baptisée le 3 août 1697                            | Marie Hélène Audran Baptisée le 3 août 1697                            | Marie Hélène Audran Baptisée le 3 août 1697                            |  |  | Benoit II Audran 1698-1772 Graveur                         | Benoit II Audran 1698-1772 Graveur                         | Benoit II Audran 1698-1772 Graveur                         | Benoit II Audran 1698-1772 Graveur                         | Benoit II Audran 1698-1772 Graveur                         | Benoit II Audran 1698-1772 Graveur                         |  |  | Marie Marguerite Audran 1699-1710                          | Marie Marguerite Audran 1699-1710                          | Marie Marguerite Audran 1699-1710                          | Marie Marguerite Audran 1699-1710                          | Marie Marguerite Audran 1699-1710                          | Marie Marguerite Audran 1699-1710                          |  |  | Marie Antoinette Audran Baptisée le 22 janvier 1700 | Marie Antoinette Audran Baptisée le 22 janvier 1700 | Marie Antoinette Audran Baptisée le 22 janvier 1700 | Marie Antoinette Audran Baptisée le 22 janvier 1700 | Marie Antoinette Audran Baptisée le 22 janvier 1700 | Marie Antoinette Audran Baptisée le 22 janvier 1700 |  |  | Michel Audran 1701-1771 Entrepreneur des tapisseries Gobelins | Michel Audran 1701-1771 Entrepreneur des tapisseries Gobelins | Michel Audran 1701-1771 Entrepreneur des tapisseries Gobelins | Michel Audran 1701-1771 Entrepreneur des tapisseries Gobelins | Michel Audran 1701-1771 Entrepreneur des tapisseries Gobelins | Michel Audran 1701-1771 Entrepreneur des tapisseries Gobelins |  |  | Marie Agnès Chambonnet (1710- ) Épouse quatre enfants | Marie Agnès Chambonnet (1710- ) Épouse quatre enfants | Marie Agnès Chambonnet (1710- ) Épouse quatre enfants | Marie Agnès Chambonnet (1710- ) Épouse quatre enfants | Marie Agnès Chambonnet (1710- ) Épouse quatre enfants | Marie Agnès Chambonnet (1710- ) Épouse quatre enfants |  |  | Pierre Audran Baptisé en 1708 Activité inconnue                        | Pierre Audran Baptisé en 1708 Activité inconnue                        | Pierre Audran Baptisé en 1708 Activité inconnue                        | Pierre Audran Baptisé en 1708 Activité inconnue                        | Pierre Audran Baptisé en 1708 Activité inconnue                        | Pierre Audran Baptisé en 1708 Activité inconnue                        |  |  | Nicolas Audran Baptisé en 1710 Activité inconnue             | Nicolas Audran Baptisé en 1710 Activité inconnue             | Nicolas Audran Baptisé en 1710 Activité inconnue             | Nicolas Audran Baptisé en 1710 Activité inconnue             | Nicolas Audran Baptisé en 1710 Activité inconnue             | Nicolas Audran Baptisé en 1710 Activité inconnue             |  |  | Anne Marguerite Audran Baptisé en 1711                      | Anne Marguerite Audran Baptisé en 1711                      | Anne Marguerite Audran Baptisé en 1711                      | Anne Marguerite Audran Baptisé en 1711                      | Anne Marguerite Audran Baptisé en 1711                      | Anne Marguerite Audran Baptisé en 1711                      |  |  | Marie Anne Audran Baptisé en 1713    | Marie Anne Audran Baptisé en 1713    | Marie Anne Audran Baptisé en 1713    | Marie Anne Audran Baptisé en 1713    | Marie Anne Audran Baptisé en 1713    | Marie Anne Audran Baptisé en 1713    |  |  | Geneviève Suzanne Audran morte à sa naissance en 1714 | Geneviève Suzanne Audran morte à sa naissance en 1714 | Geneviève Suzanne Audran morte à sa naissance en 1714 | Geneviève Suzanne Audran morte à sa naissance en 1714 | Geneviève Suzanne Audran morte à sa naissance en 1714 | Geneviève Suzanne Audran morte à sa naissance en 1714 |  |  | Gabriel Audran (?)-(?) Négociant aux Indes mère (?) | Gabriel Audran (?)-(?) Négociant aux Indes mère (?) | Gabriel Audran (?)-(?) Négociant aux Indes mère (?) | Gabriel Audran (?)-(?) Négociant aux Indes mère (?) | Gabriel Audran (?)-(?) Négociant aux Indes mère (?) | Gabriel Audran (?)-(?) Négociant aux Indes mère (?) |
|  |  |  |  |  |  | Jean Claude Audran Baptisé le 28 janvier 1697                              | Jean Claude Audran Baptisé le 28 janvier 1697                              | Jean Claude Audran Baptisé le 28 janvier 1697                              | Jean Claude Audran Baptisé le 28 janvier 1697                              | Jean Claude Audran Baptisé le 28 janvier 1697                              | Jean Claude Audran Baptisé le 28 janvier 1697                              |  |  | Marie Hélène Audran Baptisée le 3 août 1697                            | Marie Hélène Audran Baptisée le 3 août 1697                            | Marie Hélène Audran Baptisée le 3 août 1697                            | Marie Hélène Audran Baptisée le 3 août 1697                            | Marie Hélène Audran Baptisée le 3 août 1697                            | Marie Hélène Audran Baptisée le 3 août 1697                            |  |  | Benoit II Audran 1698-1772 Graveur                         | Benoit II Audran 1698-1772 Graveur                         | Benoit II Audran 1698-1772 Graveur                         | Benoit II Audran 1698-1772 Graveur                         | Benoit II Audran 1698-1772 Graveur                         | Benoit II Audran 1698-1772 Graveur                         |  |  | Marie Marguerite Audran 1699-1710                          | Marie Marguerite Audran 1699-1710                          | Marie Marguerite Audran 1699-1710                          | Marie Marguerite Audran 1699-1710                          | Marie Marguerite Audran 1699-1710                          | Marie Marguerite Audran 1699-1710                          |  |  | Marie Antoinette Audran Baptisée le 22 janvier 1700 | Marie Antoinette Audran Baptisée le 22 janvier 1700 | Marie Antoinette Audran Baptisée le 22 janvier 1700 | Marie Antoinette Audran Baptisée le 22 janvier 1700 | Marie Antoinette Audran Baptisée le 22 janvier 1700 | Marie Antoinette Audran Baptisée le 22 janvier 1700 |  |  | Michel Audran 1701-1771 Entrepreneur des tapisseries Gobelins | Michel Audran 1701-1771 Entrepreneur des tapisseries Gobelins | Michel Audran 1701-1771 Entrepreneur des tapisseries Gobelins | Michel Audran 1701-1771 Entrepreneur des tapisseries Gobelins | Michel Audran 1701-1771 Entrepreneur des tapisseries Gobelins | Michel Audran 1701-1771 Entrepreneur des tapisseries Gobelins |  |  | Marie Agnès Chambonnet (1710- ) Épouse quatre enfants | Marie Agnès Chambonnet (1710- ) Épouse quatre enfants | Marie Agnès Chambonnet (1710- ) Épouse quatre enfants | Marie Agnès Chambonnet (1710- ) Épouse quatre enfants | Marie Agnès Chambonnet (1710- ) Épouse quatre enfants | Marie Agnès Chambonnet (1710- ) Épouse quatre enfants |  |  | Pierre Audran Baptisé en 1708 Activité inconnue                        | Pierre Audran Baptisé en 1708 Activité inconnue                        | Pierre Audran Baptisé en 1708 Activité inconnue                        | Pierre Audran Baptisé en 1708 Activité inconnue                        | Pierre Audran Baptisé en 1708 Activité inconnue                        | Pierre Audran Baptisé en 1708 Activité inconnue                        |  |  | Nicolas Audran Baptisé en 1710 Activité inconnue             | Nicolas Audran Baptisé en 1710 Activité inconnue             | Nicolas Audran Baptisé en 1710 Activité inconnue             | Nicolas Audran Baptisé en 1710 Activité inconnue             | Nicolas Audran Baptisé en 1710 Activité inconnue             | Nicolas Audran Baptisé en 1710 Activité inconnue             |  |  | Anne Marguerite Audran Baptisé en 1711                      | Anne Marguerite Audran Baptisé en 1711                      | Anne Marguerite Audran Baptisé en 1711                      | Anne Marguerite Audran Baptisé en 1711                      | Anne Marguerite Audran Baptisé en 1711                      | Anne Marguerite Audran Baptisé en 1711                      |  |  | Marie Anne Audran Baptisé en 1713    | Marie Anne Audran Baptisé en 1713    | Marie Anne Audran Baptisé en 1713    | Marie Anne Audran Baptisé en 1713    | Marie Anne Audran Baptisé en 1713    | Marie Anne Audran Baptisé en 1713    |  |  | Geneviève Suzanne Audran morte à sa naissance en 1714 | Geneviève Suzanne Audran morte à sa naissance en 1714 | Geneviève Suzanne Audran morte à sa naissance en 1714 | Geneviève Suzanne Audran morte à sa naissance en 1714 | Geneviève Suzanne Audran morte à sa naissance en 1714 | Geneviève Suzanne Audran morte à sa naissance en 1714 |  |  | Gabriel Audran (?)-(?) Négociant aux Indes mère (?) | Gabriel Audran (?)-(?) Négociant aux Indes mère (?) | Gabriel Audran (?)-(?) Négociant aux Indes mère (?) | Gabriel Audran (?)-(?) Négociant aux Indes mère (?) | Gabriel Audran (?)-(?) Négociant aux Indes mère (?) | Gabriel Audran (?)-(?) Négociant aux Indes mère (?) |
|  |  |  |  |  |  |                                                                            |                                                                            |                                                                            |                                                                            |                                                                            |                                                                            |  |  |                                                                        |                                                                        |                                                                        |                                                                        |                                                                        |                                                                        |  |  |                                                            |                                                            |                                                            |                                                            |                                                            |                                                            |  |  |                                                            |                                                            |                                                            |                                                            |                                                            |                                                            |  |  |                                                     |                                                     |                                                     |                                                     |                                                     |                                                     |  |  |                                                               |                                                               |                                                               |                                                               |                                                               |                                                               |  |  |                                                       |                                                       |                                                       |                                                       |                                                       |                                                       |  |  |                                                                        |                                                                        |                                                                        |                                                                        |                                                                        |                                                                        |  |  |                                                              |                                                              |                                                              |                                                              |                                                              |                                                              |  |  |                                                             |                                                             |                                                             |                                                             |                                                             |                                                             |  |  |                                      |                                      |                                      |                                      |                                      |                                      |  |  |                                                       |                                                       |                                                       |                                                       |                                                       |                                                       |  |  |                                                     |                                                     |                                                     |                                                     |                                                     |                                                     |
|  |  |  |  |  |  |                                                                            |                                                                            |                                                                            |                                                                            |                                                                            |                                                                            |  |  |                                                                        |                                                                        |                                                                        |                                                                        |                                                                        |                                                                        |  |  |                                                            |                                                            |                                                            |                                                            |                                                            |                                                            |  |  |                                                            |                                                            |                                                            |                                                            |                                                            |                                                            |  |  |                                                     |                                                     |                                                     |                                                     |                                                     |                                                     |  |  |                                                               |                                                               |                                                               |                                                               |                                                               |                                                               |  |  |                                                       |                                                       |                                                       |                                                       |                                                       |                                                       |  |  |                                                                        |                                                                        |                                                                        |                                                                        |                                                                        |                                                                        |  |  |                                                              |                                                              |                                                              |                                                              |                                                              |                                                              |  |  |                                                             |                                                             |                                                             |                                                             |                                                             |                                                             |  |  |                                      |                                      |                                      |                                      |                                      |                                      |  |  |                                                       |                                                       |                                                       |                                                       |                                                       |                                                       |  |  |                                                     |                                                     |                                                     |                                                     |                                                     |                                                     |
|  |  |  |  |  |  |                                                                            |                                                                            |                                                                            |                                                                            |                                                                            |                                                                            |  |  |                                                                        |                                                                        |                                                                        |                                                                        |                                                                        |                                                                        |  |  |                                                            |                                                            |                                                            |                                                            |                                                            |                                                            |  |  |                                                            |                                                            |                                                            |                                                            |                                                            |                                                            |  |  | Benoit III Audran Baptisé 26 mai 1740 Graveur       | Benoit III Audran Baptisé 26 mai 1740 Graveur       | Benoit III Audran Baptisé 26 mai 1740 Graveur       | Benoit III Audran Baptisé 26 mai 1740 Graveur       | Benoit III Audran Baptisé 26 mai 1740 Graveur       | Benoit III Audran Baptisé 26 mai 1740 Graveur       |  |  | Marie Audran Fille (?)-(?)                                    | Marie Audran Fille (?)-(?)                                    | Marie Audran Fille (?)-(?)                                    | Marie Audran Fille (?)-(?)                                    | Marie Audran Fille (?)-(?)                                    | Marie Audran Fille (?)-(?)                                    |  |  | Fille Audran prénom non cité                          | Fille Audran prénom non cité                          | Fille Audran prénom non cité                          | Fille Audran prénom non cité                          | Fille Audran prénom non cité                          | Fille Audran prénom non cité                          |  |  | Prosper Gabriel Audran 1744-1819 Graveur puis Professeur d'Hébreu      | Prosper Gabriel Audran 1744-1819 Graveur puis Professeur d'Hébreu      | Prosper Gabriel Audran 1744-1819 Graveur puis Professeur d'Hébreu      | Prosper Gabriel Audran 1744-1819 Graveur puis Professeur d'Hébreu      | Prosper Gabriel Audran 1744-1819 Graveur puis Professeur d'Hébreu      | Prosper Gabriel Audran 1744-1819 Graveur puis Professeur d'Hébreu      |  |  |                                                              |                                                              |                                                              |                                                              |                                                              |                                                              |  |  |                                                             |                                                             |                                                             |                                                             |                                                             |                                                             |  |  |                                      |                                      |                                      |                                      |                                      |                                      |  |  |                                                       |                                                       |                                                       |                                                       |                                                       |                                                       |  |  |                                                     |                                                     |                                                     |                                                     |                                                     |                                                     |

## Biographies
Ces biographies désignent les membres avérés de la famille descendante Audran, succinctes sur cette page, elles peuvent être développées individuellement pour chaque artiste dans leur article correspondant.

### Première génération
Adam Audran, né vers 1520 — les dates précises de sa naissance et de sa mort ne sont pas mentionnées —, il est actif à Paris en tant que maître paumier français au XVIe siècle.
Son prénom de prédiction n'est que coïncidence, puisqu'il est le premier connu, et l'ancêtre de cette illustre famille d'artistes.

### Deuxième génération
Louis Audran, né vers 1568, mort en 1628 lors du siège de la Rochelle. C'est l'un des principaux officiers de louveterie d'Henri IV. Il est le père de Charles Audran et de Claude I Audran.

### Troisième génération
Charles Audran ou « Karle », né à Paris en 1594, mort dans cette même ville en 1674 est un graveur à l'eau-forte et au burin. Dessinateur français du XVIe siècle.
Charles est le fils de Louis Audran. Il passe la plus grande partie de sa vie à Paris où il est actif, mais il travaille pendant une longue période en Italie où il cherche à s'inspirer des estampes largement répandues mais de peu de valeur de Corneille Cort, de Martin Greuter et de Corneille Bloemaert.
Claude I Audran, né à Paris en 1592 selon Mariette, ou en 1597 selon Moreri, et mort le 18 novembre 1677 à Lyon, est un graveur au burin, et dessinateur du XVIIe siècle.
Claude I est le fils de Louis Audran et frère cadet de Charles dont il est l'élève sans lui faire honneur. Comme lui, il grave des titres de livres des portraits et autres, mais ne manifeste pas les mêmes capacités artistiques.

### Quatrième génération
Germain Audran, né le 6 décembre 1631 à Lyon, mort le 4 mai 1710 dans cette même ville est un graveur au burin des XVIIe – XVIIIe siècles.
Germain est le fils aîné de Claude I Audran. Frère de Claude II Audran et de Gérard Audran, il est l'élève de son oncle Charles Audran.
Sa production n'est pas très importante, son Œuvre totalise environ 230 pièces.
Claude II Audran, né le 27 mars 1639 à Lyon et mort le 4 janvier 1684, est un peintre d'histoire, de compositions religieuses, de sujets allégoriques ; il est également un décorateur et dessinateur du XVIIe siècle.
Claude II est le second fils de Claude I Audran, frère de Germain Audran et de Gérard Audran. Il apprend le dessin avec son père, la peinture avec François Perrier et son neveu Guillaume Perrier (1600-1656) alors qu'il va vers ses dix ans. Le 27 mars 1675, il est reçu membre de l'Académie royale de peinture et de sculpture sur le tableau de la Cène. Le 3 juillet 1676, il est nommé adjoint à professeur, puis professeur le 29 novembre 1681. Claude II reste célibataire et n'a pas d'enfant.
Gérard Audran, né le 2 août 1640 à Lyon et mort le 26 juillet 1703 à Paris, est un graveur et dessinateur du XVIIe siècle.
Gérard est le troisième fils de Claude I Audran dont il reçoit les premiers principes de dessin et de gravure à l'eau-forte et au burin. Par la suite, il vient se perfectionner auprès de son oncle Charles à Paris. Il a deux frères, Claude II et Germain, ses aînés. Il est marié à Hélène Licherie qui lui donne quatre enfants, lesquels ne semblent pas suivre les traces de leur père.

### Cinquième génération
Claude III Audran, né le 25 août 1658 à Lyon, mort le 27 mai 1734 à Paris est un peintre de grotesques et de décorations murales des XVIIe et XVIIIe siècles.
Claude III est le fils de Germain Audran et l'aîné de cinq frères : Gabriel, Benoit I, Jean, Louis et Antoine. Il a pour maîtres son père, ses oncles Claude II et Gérard. Il reste célibataire et n'a pas d'enfant.
Gabriel Audran, né en 1659 à Lyon, mort le 14 mars 1740 à Paris est un peintre et sculpteur des XVIIe et XVIIIe siècles.
Cet artiste est authentifié grâce à un acte d'état civil d'artistes français rapportant son décès, mentionnant la présence et le témoignage de son frère Jean et de ses neveux Benoit II et Michel.
Benoit I Audran, né le 22 novembre 1661 à Lyon et mort le 2 octobre 1721 à Paris, est un graveur à l'eau-forte et au burin, dessinateur des XVIIe et XVIIIe siècles.
Benoit l'Ainé est le second fils de Germain Audran. Aucun mariage ni descendance ne sont mentionnés ; il est frère de Claude III, Gabriel, Jean et Louis.
C'est auprès de son père qu'il commence l'étude de la gravure, qu'il poursuit à dix-sept ans, avec son oncle Gérard à Paris. Il entre à l'Académie en 1709 et devient conseiller en 1715.
Jean Audran, né le 28 avril 1667 et mort le 17 juin 1756, est un graveur au burin des XVIIe – XVIIIe siècles.
Jean est le quatrième fils et l'élève de son père Germain, et pris en charge par son oncle Gérard. Il épouse Marie Marguerite Dossier, morte en couches au onzième enfant. Il a encore un fils, Gabriel, négociant aux Indes, dont la mère n'est pas mentionnée.
Louis Audran, né le 7 mai 1670 à Lyon et mort en 1712, est un graveur à l'eau-forte et au burin des XVIIe et XVIIIe siècles.
Louis est le cinquième fils de Germain, dont il est l'élève, et de Jeanne Cizeron ; il a cinq frères.
Antoine Audran, né en 1673 et mort en 1723, est un graveur des XVIIe et XVIIIe siècles.
Antoine est le sixième fils de Germain Audran et de Jeanne Cizeron. Il vit et travaille à Lyon.

### Sixième génération
Benoit II Audran, né le 17 février 1698 à Paris et mort le 9 janvier 1772 dans cette même ville, est un graveur à l'eau-forte et au burin et dessinateur des XVIIe et XVIIIe siècles.
Benoit II est le fils de Jean Audran et frère de Jean-Claude, Marie-Hélène, Marie-Marguerite, Marie-Antoinette, Michel (tapissier), Pierre, Nicolas, Anne-Marguerite, Marie-Anne, Geneviève et Gabriel (négociant aux Indes).
Il est l'élève de son père, dont il adopte le style.
Michel Audran, né le 19 février 1701 et mort le 25 mars 1771, est un entrepreneur de tapisseries du XVIIIe siècle. Il s'est marié le 13 octobre 1732 avec Marie-Agnès Chambonnet.
Michel fait partie d'une fratrie de onze enfants et est le second fils du graveur Jean Audran et de Marie Marguerite Dassier, et petit-fils de Germain Audran. Son frère, Benoit II, est également graveur. C'est à ce titre qu'il figure dans cette généalogie, d'autant plus qu'il la prolonge par sa descendance.

### Septième génération
Benoit III Audran, baptisé le 26 mai 1740, est un graveur du XVIIIe siècle.
Benoit III est le fils de Michel Audran, entrepreneur des tapisseries pour le Roy, et de Marie Agnès Chambonnet. Il est le frère aîné de Prosper Gabriel, graveur, et de deux autres sœurs.
Prosper Gabriel Audran, né en 1744 à Paris et mort en 1819 est un graveur des XVIIIe et XIXe siècles.
Prosper Gabriel Audran est le fils de Michel Audran et de Marie Agnès Chambonet. Il a un frère Benoît et deux sœurs, Marie Audran et une deuxième dont le prénom n'est pas mentionné.

## Pour approfondir